# Tachina perfida
Tachina perfida är en tvåvingeart som först beskrevs av Johann Wilhelm Meigen 1824.  Tachina perfida ingår i släktet Tachina och familjen köttflugor.
Artens utbredningsområde är Tyskland. Inga underarter finns listade i Catalogue of Life.